# ペンシルベニア・アベニュー駅 (IRTニューロッツ線)
ペンシルベニア・アベニュー駅 (Pennsylvania Avenue) はニューヨーク市地下鉄IRTニューロッツ線の駅である。ブルックリン区イースト・ニューヨークのリヴォニア・アベニューとペンシルベニア・アベニューの交差点に位置し、2系統がラッシュ時混雑方向のみ、3系統が深夜を除く終日、4系統がラッシュ時混雑方向および深夜帯のみ、5系統が朝ラッシュ時に北行のみ停車する。

## 駅構造
| P ホーム階 | 相対式ホーム、右側扉が開く | 相対式ホーム、右側扉が開く |
| P ホーム階 | 北行線                     | ← 夕ラッシュ時：ウェイクフィールド-241丁目駅行き（ジュニアス・ストリート駅） ← 深夜帯以外：ハーレム-148丁目駅行き（ジュニアス・ストリート駅） ← 深夜・ラッシュ時：ウッドローン駅行き（ジュニアス・ストリート駅） ← 朝ラッシュ時：ダイアー・アベニュー駅、ネレイド・アベニュー駅行き（ジュニアス・ストリート駅） |
| P ホーム階 | 中央線                     | → 未敷設 |
| P ホーム階 | 南行線                     | → 朝ラッシュ時：ニューロッツ・アベニュー駅行き（ヴァン・シックレン・アベニュー駅）→ 深夜帯以外：ニューロッツ・アベニュー駅行き（ヴァン・シックレン・アベニュー駅）→ 深夜・ラッシュ時：ニューロッツ・アベニュー駅行き（ヴァン・シックレン・アベニュー駅）→                                                       |
| P ホーム階 | 相対式ホーム、右側扉が開く | |
| M          | 改札階                     | 改札口、駅員詰所、メトロカード自動券売機 |
| G          | 地上階                     | 出入口 |

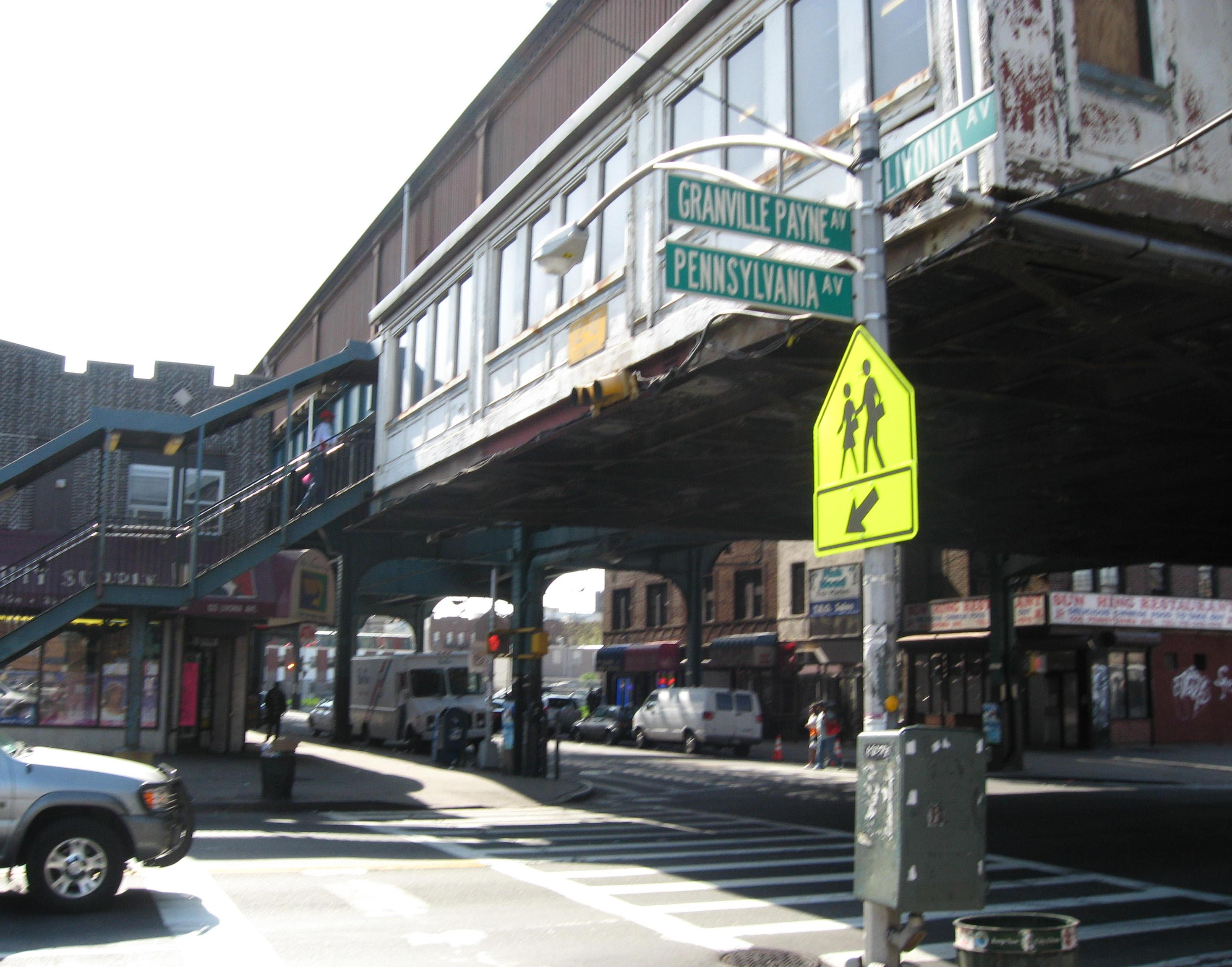
地上から見た駅舎

駅は1920年12月24日のニューロッツ線ジュニアス・ストリート駅 - 当駅間の延伸開業と共に開業した相対式ホーム2面と線路2線を有した2面2線の高架駅で、南北線間には敷設されていない中央線の路盤がある。ホームは一般的なIRTの列車の編成長510フィート（155メートル）よりも僅かに長く、ホーム西端を除き緑の柱に支えられた茶色い屋根がある。
駅は2016年4月11日から2016年9月19日まで駅全体を改装した。その後、2016年10月27日に発生したトラック事故により改札階が破損したため同日から2017年3月3日まで改札階の改築を行った。なお、このトラック事故ではホームおよび線路には被害は無かった。

### 出入口
改札は東側に1箇所ある。改札階から地上へはペンシルベニア・アベニューとリヴォニア・アベニューの交差点北東・南西に階段が1本ずつ接続している。また、南西の階段への出場専用改札がある。